# Staffan Widstrand
Staffan Widstrand född 1959, är en svensk författare och fotograf.
Widstrand är “National Geographic Explorer”, Sony Imaging Ambassador och en av grundarna till, och den förste svensk som valdes in i International League of Conservation Photographers 2005.
Sedan 2007 är han VD för naturskyddskommunikationsprojektet Wild Wonders of Europe Wild Wonders of Europe. Widstrand är en av grundarna till Svenska Ekoturismföreningen (1996), (sedermera Naturturismföretagen), och dess kvalitetsmärke för svensk ekoturism, Naturens Bästa (2002) och även medgrundare av internationella initiativ som Wild Wonders of China och Rewilding Europe. Delägare i naturfotoresebyrån Wild Nature Photo Adventures.

## Priser och utmärkelser
- Årets Pandabok 1994
- Sedan 1996 11 st vinnarbilder i Wildlife Photographer of the Year
- Årets Naturfotograf i Sverige 2001
- 5 st vinnarbilder i GDTs Europäischer Naturfotograf des Jahres sedan 2003
- Årets Pandabok 2003
- Årets Pandabok 2009
- Årets Pandabok 2018
- Årets Pandabok 2022